# Pavoltje
Pavoltje (bulgariska: Паволче) är ett distrikt i Bulgarien.   Det ligger i kommunen Obsjtina Vratsa och regionen Vratsa, i den västra delen av landet, 50 km norr om huvudstaden Sofia.
Omgivningarna runt Pavoltje är en mosaik av jordbruksmark och naturlig växtlighet. Runt Pavoltje är det ganska tätbefolkat, med 80 invånare per kvadratkilometer.